# Ceakali, Veliko Tărnovo
Ceakali (în bulgară Чакали) este un sat în comuna Elena, regiunea Veliko Tărnovo,  Bulgaria. 

## Demografie
Componența etnică a satului Ceakali
     Bulgari (94,38%)
     Turci (4,49%)
     Nicio identificare (1,12%)
     Altele (0%)
La recensământul din 2011, populația satului Ceakali era de 89 locuitori. Din punct de vedere etnic, majoritatea locuitorilor (94,38%) erau bulgari, cu o minoritate de turci (4,49%). Pentru 1,12% din locuitori nu este cunoscută apartenența etnică.